# William Cohn (Sprecher)

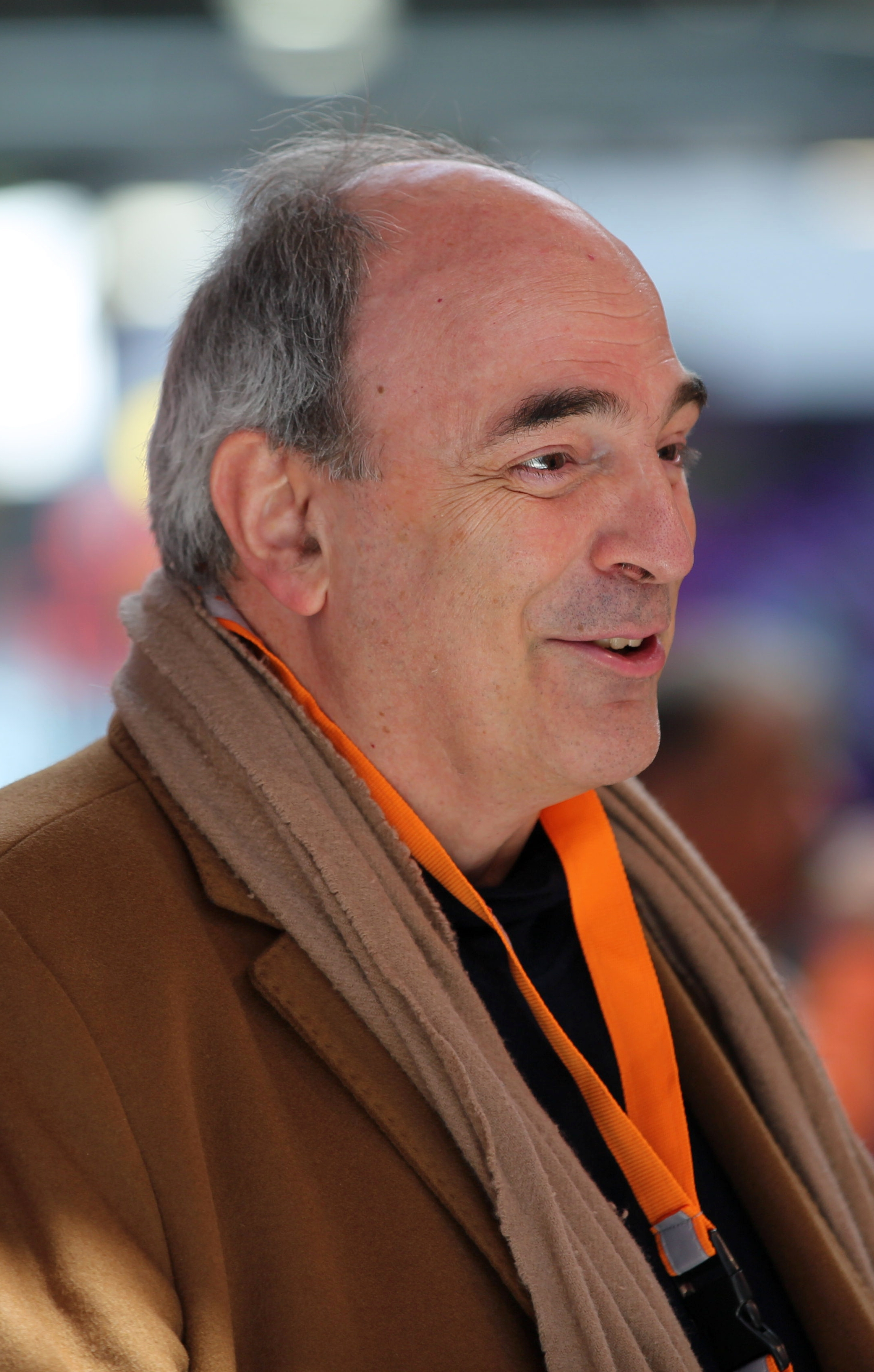
William Cohn auf der re:publica’17

William Cohn (* 1956/57 in Kolumbien als Markus Kühne; † 30. Juni 2022 in Basel, Schweiz) war ein deutscher Sprecher, Schauspieler, Synchronsprecher und Sänger. Einem breiteren Publikum bekannt wurde er ab 2012 mit seiner sonoren Bassstimme als Programmsprecher der Fernsehtalkshow Roche & Böhmermann auf ZDFkultur, in der er die Talkgäste in Einspielern vorstellte. Seitdem erhielt er in Neo Magazin Royale und Circus HalliGalli auch Auftritte vor der Kamera, die seine Popularität unter jungen Zuschauern steigerten.

## Leben

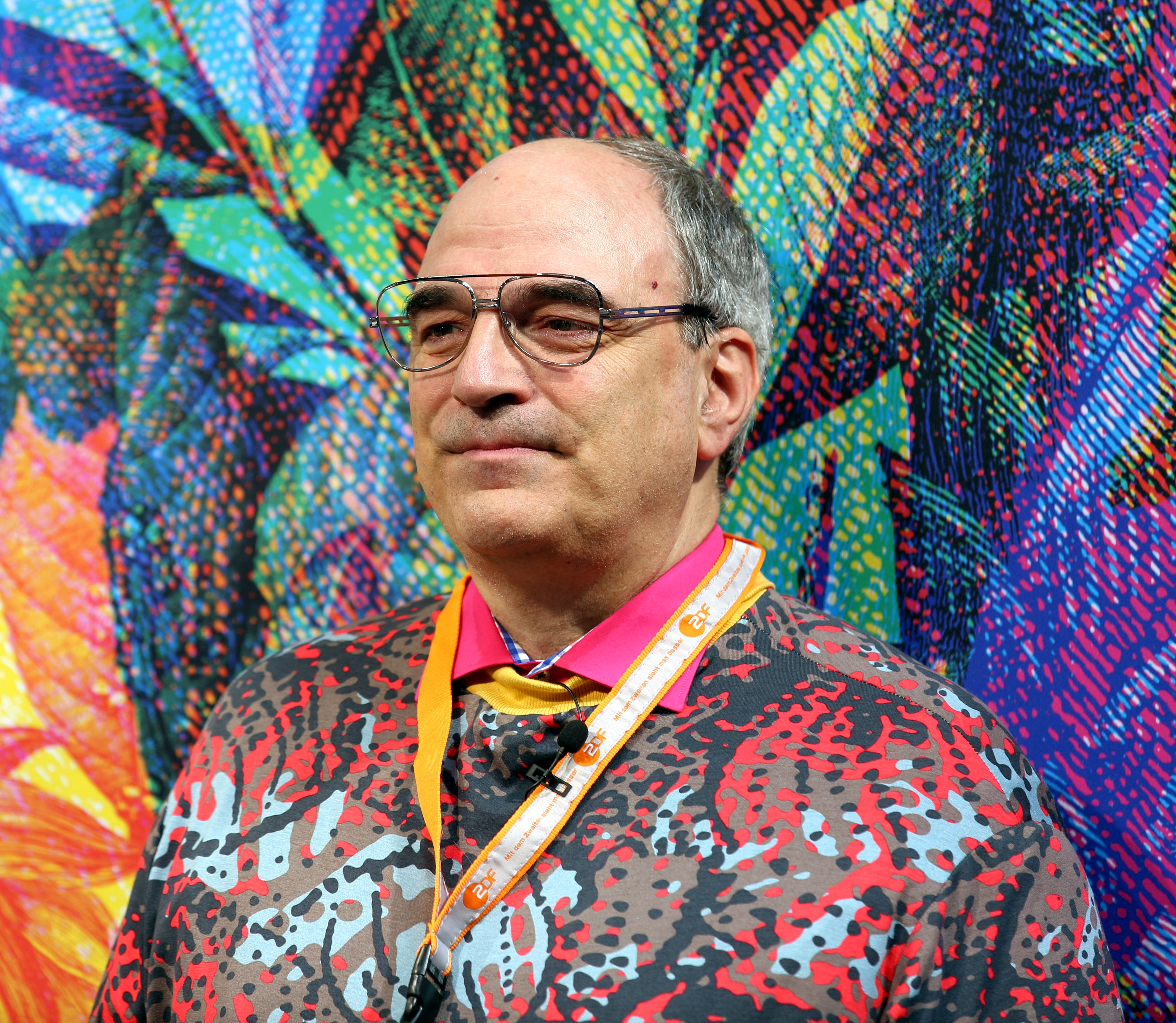
William Cohn auf der re:publica 17

Cohn stammte aus einer Musikerfamilie. Seine Eltern zogen mit ihm nach Wien, wo er die Rudolf-Steiner-Schule besuchte. Nach dem Schulabschluss arbeitete er in der Immobilienbranche. Seine Firma importierte Kunststoffleisten aus den USA. Nach der Insolvenz, dem Scheitern seiner Ehe und einer Lebenskrise entschied er sich für eine Karriere als Schauspieler und Sänger. Er studierte Gesang bei Hanno Blaschke in München, bei Kurt Rydl in Wien und Dennis M. Heath in München sowie Los Angeles. Daneben nahm er Schauspielunterricht bei Juri M. Krasowski an der Staatlichen Akademie für Theaterkunst in Sankt Petersburg und bei Stacey Martino im Actors Studio West in Los Angeles. Sein Künstlername geht laut Cohn auf seine jüdische Ur-Ur-Ur-Großmutter zurück. Er änderte seinen Namen während seiner Zeit in den USA, da man dort Probleme mit dem Umlaut hatte.
Als Sänger wirkte er in verschiedenen Musicals, Opern bzw. Operetten mit: unter anderem von 2005 bis 2007 im Musical Ludwig² in der Rolle des Waffenhändlers Kaspar – diese Rolle übernahm er auch 2011 in Kempten – und für die Opernwerkstatt am Rhein als Zuniga in der Oper Carmen. Zudem arbeitete er als Sprecher für die Sendung Terra incognita von Ö1.
Als Schauspieler bekleidete Cohn kleinere Rollen in Fernsehserien und Filmen wie Kupetzky und House of Boys, später auch in Together Forever und Der Alte. Im Kurzfilm Der Tag, an dem Herrn Müller einfach nichts mehr einfallen wollte spielte er unter der Regie von Philipp Käßbohrer, der später Produzent der Sendung Roche & Böhmermann wurde. 2013 war er der Off-Sprecher der RTL-Reality-Show Wild Girls – Auf High Heels durch Afrika. Im selben Jahr gab Cohn für das SRF den Erzähler des Hörspiels Die Maintöchter von Ulrich Bassenge, eine humoristische Seifenoper über die Wagner-Familie anlässlich des 200. Geburtstags des Komponisten Richard Wagner. Weiterhin nahm er einen Wahlwerbespot für den Bundestagswahlkampf der Partei Bündnis 90/Die Grünen auf.
Von 2013 bis 2016 wirkte Cohn in Jan Böhmermanns Sendung Neo Magazin Royale (bis 2014 Neo Magazin) als Sidekick und Sprecher mit. Ab 2016 trat er dort nur noch in Einspielern und seltener in der Sendung direkt auf. Im März 2014 übernahm Cohn für zwei Folgen einen Part in der Fernsehsendung Circus HalliGalli. Ab Mai 2015 war er zudem in der auf verschiedenen ARD-Kanälen ausgestrahlten Radio-Comedy Der beste Tag der Welt zu hören. Ab Dezember 2015 agierte Cohn als digitales Werbetestimonial für Nissan, ab Januar 2016 wurde diese Kooperation auch auf die Radiowerbung ausgedehnt. 2016 hatte Cohn eine Gastrolle in der deutschen Fernsehserie Lindenstraße. Nach dem Tod des langjährigen Synchronsprechers Donald Arthur im Jahr 2016 übernahm Cohn die deutsche Stimme von Kent Brockman aus Die Simpsons. Außerdem war er der deutsche Kommentator der von MTV neu aufgelegten Serie Fear Factor.
Cohn verstarb unerwartet am 30. Juni 2022 im Alter von 65 Jahren in Basel.

## Musiktheater (Auswahl)
- Leutnant Zuniga in der Oper Carmen
- Waffenhändler Kaspar in Ludwig² und Ludwig² – Das Musical (500 Aufführungen)
- Wildmeister Baron Weps in Der Vogelhändler
- Wilhelm Giesecke in Im weißen Rößl
- fürstlicher Erbförster Kuno in Der Freischütz
- General Lefort in Zar und Zimmermann
- Glasbläser Gotthelf in Rosaly oder das Mädchen aus Glas

## Hörspiele
- 2004: Christian Papke: sch*nee – Konzept, Buch, Regie: Christian Papke, Sprecher: William Cohn, Musik: Bumi Fian, Andy Manndorff, Verlag: Universal Music (Live-Mitschnitt)
- 2014: Ulrich Bassenge: Hugo, der Wolf – Regie: Ulrich Bassenge (Hörspiel – WDR)
- 2014: Tobias Lambrecht, Franziska Müller: Die Napoleon Bonapartefrau – Regie: Johannes Mayr (Hörspiel – SRF)
- 2017: Frank Spilker: Zwei ohne Musik – Regie: Claudia Johanna Leist (Hörspiel – WDR)[25]
- 2019: Kristin Höller: Die Frauen von Nampa, Idaho – Regie: Claudia Johanna Leist (Hörspiel – WDR)[26]
- 2019: Jannis Schakarian: Mordreport – Fräulein Styles & das Geld – Regie: Jannis Schakarian (Hörspiel – Podcast)[27]

## Hörbücher
- 2019: David Hasselhoff, David Gordon: Up Against The Wall – Mission Mauerfall, Audible Studios[28]

## Moderation
- 2013: Archivperlen mit William Cohn
- 2014: Die wirklich wahre Geschichte von 3sat, Gastgeber und Sprecher
- 2017–2018: Callin’ Mr. Brain
- 2018: Fear Factor bei MTV

## Veröffentlichungen
- 2018: Der gute Ton von Cohn. Elegant durch alle Lebenslagen. Goldmann Verlag, München 2018, ISBN 978-3-442-17677-9.